# اچ‌ام‌سی‌اس شارلوت‌تاون (۱۹۴۳)
اچ‌ام‌سی‌اس شارلوت‌تاون (۱۹۴۳) (به انگلیسی: HMCS Charlottetown (1943)) یک کشتی بود که طول آن ۲۸۳ فوت (۸۶٫۲۶ متر) بود. این کشتی در سال ۱۹۴۳ ساخته شد.